# Troïlus en Cressida

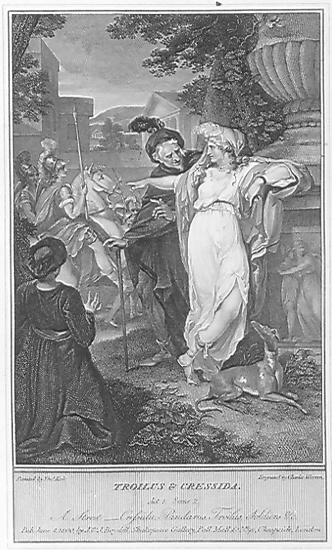
Cressida en Pandaros kijken naar de Trojaanse leiders

De liefdesgeschiedenis van Troïlus en Cressida is een middeleeuwse toevoeging aan de verhalencyclus rond de Trojaanse Oorlog. Van de hoofdfiguren komt alleen de Trojaanse prins Troïlus uit de Griekse mythologie.
Troïlus' geliefde Cressida werd gecreëerd door Benoît de Sainte-Maure in diens Roman de Troie (ca. 1165). Zij is een dochter van Calchas, die aan de Grieken wordt uitgeleverd als onderdeel van een gevangenenruil. Dit thema wordt hernomen door Boccaccio in zijn Il Filostrato (1331), dat op zijn beurt de inspiratiebron was voor 
- Troilus and Criseyde (eind 14e eeuw) van Geoffrey Chaucer
- Troilus and Cressida uit 1608 van Shakespeare. Shakespeares drama was eveneens gedeeltelijk gebaseerd op hetzelfde materiaal als dat van Chaucer, maar zijn stuk is veel donkerder van toon.
- Rutland Boughton schreef in 1902 een symfonisch gedicht onder de titel Troilus and Cressida (Thou and I)
- William Walton schreef in 1954 een opera (Troilus and Cressida) naar dit werk van Shakespeare.